# Mauro Oddi

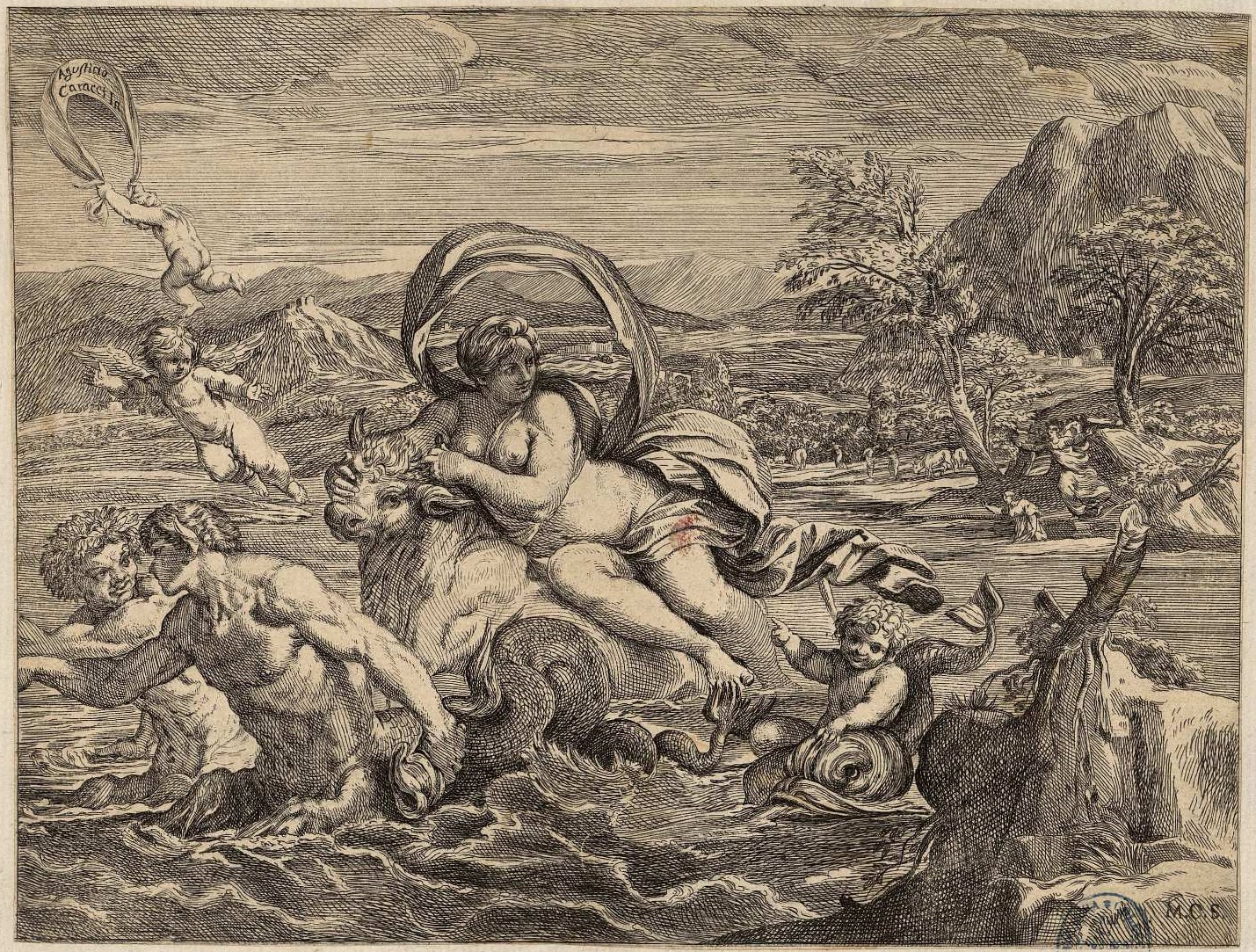
Rapto de Europa, aguafuerte de Mauro Oddi (firmado con anagrama M.O.S.) según Annibale Carracci. Biblioteca Nacional de España.

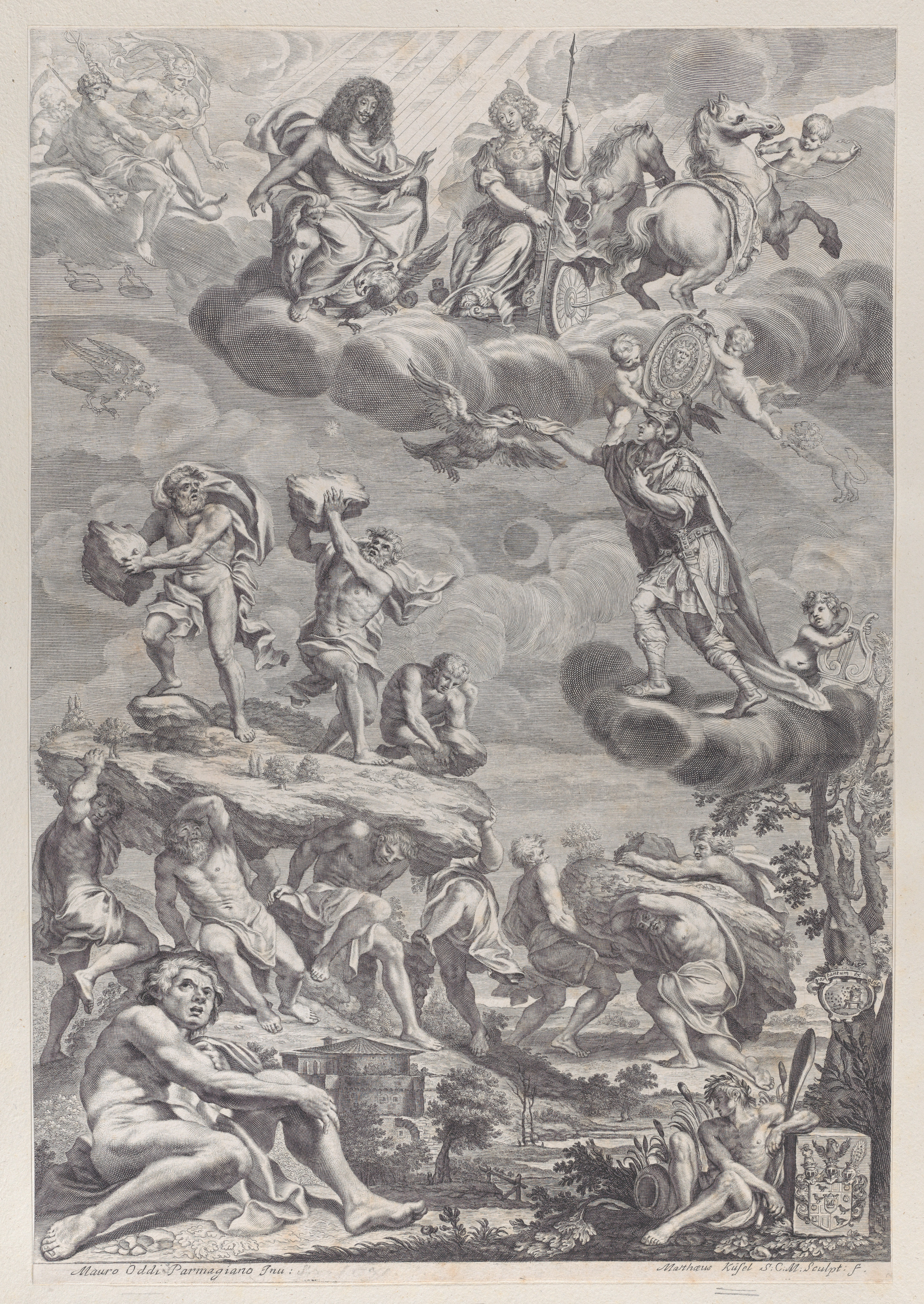
El emperador Leopoldo I como Júpiter y su esposa observando a los gigantes. Grabado de Matthäus Küsel por invención de Mauro Oddi; firma: «Mauro Oddi Parmagiano Inv. // Matthaus Küsel S[acrae] C[aesareae] M[aiestatis] Sculpt. F.» Metropolitan Museum.

Mauro Oddi (Parma, 1639-1702) fue un grabador, dibujante, pintor y arquitecto italiano.

## Biografía y obra
Recomendado por Margarita de Médici marchó a Roma, sin que se pueda precisar la cronología, para formarse con Pietro da Cortona. Vuelto a Parma, tras pasar seis años en la ciudad papal, se le encargó la decoración pictórica de la residencia ducal de Colorno, por cuya ejecución fue recompensado con el nombramiento de pintor y arquitecto de la corte. Para el palacio del Giardino de Parma pintó copias de grandes maestros, como el Baco de Annibale Carracci. También tuvo alguna participación en el ciclo de los Fasti Farnesiani del palacio de Plasencia, pero la actividad por la que está mejor documentado es la pintura religiosa y al óleo. De su trabajo en este orden se conservan un lienzo con los santos Vital y Mauro en la iglesia parroquial de Pedrignano, firmado y fechado en 1674, y Cristo entre los doctores, en la abadía de Santa Maria della Neve en Torrechiara, ambos procedentes del convento de San Giovanni de Parma.
Poco conocida y mal documentada es su actividad como arquitecto. Se dice que pudo escribir un tratado de arquitectura en dos volúmenes, que quedó sin publicar a su muerte y se ha perdido. Se sabe que se ocupó de la fachada de la iglesia de Santa Lucía en Parma, fechada en 1692, y poco más tarde proporcionó algún proyecto para la fachada de la iglesia de Santa María della Steccata.
También es una incógnita su formación como grabador a buril y aguafuerte, una actividad de la que se le conocen dos obras: el Rapto de Europa, por invención de Agostino Carracci, y La adoración de los pastores, copia invertida de un grabado de Giovanni Jacopo Caraglio según un dibujo de Parmigianino. Más abundantes son las ilustraciones en las que aparece solo como dibujante, como la estampa alegórica tras la portada del tratado de Carlo Cesare Malvasia Marmora Felsinea (1690), o el retrato de Giuseppe Pompeo Sacchi que ilustra su Medicina theorico-practica (1685), grabados abiertos por Francesco Maria Francia, o el retrato del emperador Leopoldo I como Júpiter derrotando a los gigantes, dibujo grabado por Matthäus Küsel.